# Endstufe (Band)
Endstufe ist eine deutsche Rechtsrock-Band aus Bremen.

## Bandgeschichte
Gegründet wurde die Band 1981 von drei Jugendlichen in Bremen-Findorff unter dem Namen H2O. Später benannte man sich in Zyclon um. 1982 spielte die Gruppe zum ersten Mal live in der Aula ihrer Schule zusammen mit einer griechischen Folklore-Band des Hausmeisters. Der Auftritt wurde aber von den anwesenden Lehrern nach drei Liedern abgebrochen.
Im Jahr 1984 brachte die Gruppe ihre erste Demo-Kassette mit dem Titel Gruß an Deutschland heraus. Nachdem dieses Tape in der Szene erfolgreich die Runde machte, suchte die Band nach einem Plattenlabel. Zu jener Zeit bot es sich an, dass das Label Rock-O-Rama unter der Leitung von Herbert Egoldt zunehmend Bands mit nationalistischem und letztlich auch neonazistischem Gedankengut unter Vertrag nahm. Dennoch kam die erste Plattenveröffentlichung von Endstufe erst 1987 zustande, da Egoldt laut Eigenaussage des Sängers Brandt Bedenken hatte, der Gruppenname könnte als Anlehnung an den Begriff „Endlösung“ empfunden werden (was laut Brandt nicht beabsichtigt war). Die LP mit dem Titel Der Clou (die mit dem bekanntesten Stück der Gruppe In die Eier eröffnet wird) feierte in der Szene einen beachtlichen Erfolg und gilt heute als ein Klassiker des deutschen Rechtsrock. Zunächst noch relativ unbeachtet von Presse und Justiz nahm die Band 1990 das zweite Album Skinhead Rock’N’Roll und mit der ebenfalls aus Bremen stammenden Band Volksgemurmel die Split-CD Allzeit bereit auf. Die zwei ersten offiziellen Tonträger landeten im Rahmen der Indizierungs-Welle Anfang der 1990er Jahre, wie die meisten Rechtsrock-Veröffentlichungen zu dieser Zeit, auf der Liste der Bundesprüfstelle für jugendgefährdende Medien (damals noch Bundesprüfstelle für jugendgefährdende Schriften, kurz BPjS genannt). Über zwei CDs wurde Beschlagnahmebeschluss verhängt.
Die Split-CD wurde 1994 wegen Stücken der Band Volksgemurmel bundesweit beschlagnahmt, jedoch erst 2004 indiziert. Fünf Endstufe-Stücke dieser Veröffentlichung wurden später auf der Kompilations-CD Wir kriegen Euch alle wiederveröffentlicht und sind bis heute legal erhältlich.
Die Band hatte bis heute zahlreiche Umbesetzungen, ist allerdings nach wie vor aktiv. Von der Urbesetzung ist lediglich der Sänger und Gitarrist Jens Brandt alias Brandy übrig geblieben, welcher in den 1990ern sein eigenes Rechtsrock-Plattenlabel und -Versand Hanse Records betrieb. Um die Band gruppierte sich der älteste und bedeutendste Kern der Bremer Neonaziszene, die „Hammerskin-Sektion Bremen“ mit etwa 10–15 Mitgliedern. Zu ihnen gehörten auch Mitglieder der deutlich nationalsozialistisch orientierten Rock-Bands Schlachtruf und Endlöser, die nach Auflösung der Band heute zum Teil bei der reaktivierten Band Endstufe mitwirken.

## Stil
Bands wie UK Subs, The Exploited, Sex Pistols, Sham 69, The 4-Skins und Skrewdriver gehören zu den frühen Einflüssen von Endstufe. Die Band spielt in der Regel Oi!-Musik im Stile von alten englischen Gruppen dieses Genres wie The 4-Skins oder The Last Resort. Die Texte sind in Deutsch gehalten und teilweise nationalistisch ausgelegt. Es fanden sich allerdings Beiträge der Band auf diversen Samplern, neben bekannten Größen der Neonaziszene. Als provokantestes Beispiel wäre der 1999 indizierte und kurz darauf eingezogene Sampler Die Deutschen kommen – Vol.  1 (nicht zu verwechseln mit der gleichnamigen Rock-O-Rama-Veröffentlichung) zu nennen, auf welchem neben Endstufe einschlägige Bands wie Landser oder Kraftschlag vertreten sind.

## Diskografie

### Alben
- Gruß an Deutschland (MC, Eigenvertrieb, 1984)
- A Way of Life (MC, enthält die komplette Gruß-an-Deutschland-MC sowie einige neuere Aufnahmen, Eigenvertrieb, 1986)
- Der Clou (LP/CD, Rock-O-Rama, 1987) – indiziert und beschlagnahmt
- Skinhead Rock’N’Roll (LP/CD, Rock-O-Rama, 1990) – indiziert
- Allzeit bereit (LP/CD, Rock-O-Rama, Split mit Volksgemurmel, 1990) – indiziert und beschlagnahmt
- Glatzenparty (Doppel-LP/CD, Rock-O-Rama, 1993)
- Schütze deine Kinder (CD, Rock-O-Rama, 1994)
- Raritäten 1983–1994 (CD, Rock-O-Rama, 1994) – indiziert
- Der Tod ist überall (CD, Hanse Records, 1996), (LP, Dim Records, 2006)
- Live auf Mallorca ’98 (CD, Hanse Records, 1998)
- 9698 (CD, Hanse Records, 1999)
- Mit den Jungs auf Tour (CD, Hanse Records, 2000)
- Feuer Frei (LP/CD, Dim Records, 2006)
- Wir sind keine Engel (Split-CD mit Last Riot, Dim Records, 2007)
- Live (Wo wir sind brennt die Luft) (CD, Pure Impact Records, 2009)
- Steht auf! (CD, Pure Impact Records, 2013)
- Die Zeit war reif 1981–1983. (CD, ESE Sound Production, 2020)

### Singles/MCD
- Deutschland, wir stehen zu Dir (tätoowiert, kahl, brutal) (7", Rock-O-Rama, 1990)
- Schenk noch einen ein (Deutschland, wir stehn zu dir) (7", Rock-O-Rama, 1990)
- Die Welt gehörte uns (MCD, Rock-O-Rama, 1995)
- Auf die Ohren Vol. 1 Split-EP mit Kampfzone (7", Eigenproduktion, 2007)
- Vierzig Jahre (MCD, Rebel Records, 2021)

### Sonstiges
Unter dem Projektnamen Störstufe zusammen mit Mitgliedern der Band Störkraft:
- Parole Spaß (Single, Street Rock’n’Roll / Rock-O-Rama, 1990) – bis 2018 indiziert[5]

Projekt mit Musikern der Band Kategorie C:
- Adrenalin – Bootboys Bremen (CD, Rock-O-Rama, 2001), (LP, Rock-O-Rama, 2007)

Projekt mit Musikern der Bands Boots Brothers, Nordlicht und Endstufe
- Mad Martens – Das Beste am Norden  (CD, Rock-O-Rama 1995)